# Avro 508
El Avro 508 fue un prototipo de avión de reconocimiento británico de los años 10 del siglo xx.

## Desarrollo
El Avro 508 fue construido en los talleres de Mánchester de Avro en diciembre de 1913, y fue ensamblado en Brooklands en enero de 1914. Exhibido por primera vez en Mánchester ese mismo enero, el 508 era un biplano de configuración propulsora de madera recubierta de tela de disposición poco usual, recordando a un Avro 504 del revés. Sus alas superior e inferior de tres vanos tenían la misma envergadura y estaban hechas de madera recubierta de tela.

## Historia operacional
Fue completado en marzo de 1914 y exhibido en el Olympia Aero Show en Londres, aunque su primer vuelo fue al comienzo de las pruebas oficiales en abril de 1915 en Brooklands. El Real Cuerpo Aéreo no mostró interés en el único prototipo y, por ello, el avión acabó como entrenador y bancada de motores en el Aeródromo de Hendon hasta que fue desmantelado en abril de 1916.

## Especificaciones
Referencia datos: Avro Aircraft since 1908

### Características generales
- Tripulación: Dos (piloto y observador)
- Longitud: 8,2 m (26,7 ft)
- Envergadura: 13,4 m (44 ft)
- Altura: 3,1 m (10 ft)
- Superficie alar: 43,5 m² (468,2 ft²)
- Peso vacío: 454 kg (1000,6 lb)
- Peso cargado: 762 kg (1679,4 lb)
- Planta motriz: 1× motor rotatorio de siete cilindros refrigerado por aire Gnome Monosoupape 7 Type A.
  - Potencia: 60 kW (83 HP; 82 CV)
- Hélices: Bipala de madera de paso fijo

### Rendimiento
- Velocidad máxima operativa (Vno): 105 km/h (65 MPH; 57 kt)
- Alcance: 4 h 30 min

## Aeronaves relacionadas

### Secuencias de designación
- Secuencia Numérica (interna de Avro): ← 503 - 504 - 507(juego de alas) - 508 - 510 - 511 - 514 →